# Süßer Trost, mein Jesus kömmt
Süßer Trost, mein Jesus kömmt (Jésus mon doux réconfort, vient) (BWV 151), est une cantate religieuse de Johann Sebastian Bach composée à Leipzig en 1725 pour le troisième jour de Noël (c'est-à-dire le 27 décembre ; en 1725 il tombait un jeudi). La pièce a été jouée à nouveau à Leipzig entre 1728 et 1731.
Pour cette destination liturgique, trois autres cantates ont franchi le seuil de la postérité : les BWV 64, 133 et 248/3 (troisième cantate de l'Oratorio de Noël). 
Le texte est de Georg Christian Lehms (mouvements 1 à 4) et de Nikolaus Herman (cinquième mouvement).
Le thème du chœur est repris du psaume « Lobt Gott, ihr Christen, allzugleich ». Le texte de Nicolas Herman est apparu avec une mélodie qui pourrait être une version ecclésiastique d'une chanson profane ou de danse, « Kommt her, ihr lieben Schwesterlein » comme il s'en trouve dans le « Ein Christlicher Abentreien » à Leipzig en 1554.

## Structure et instrumentation
La cantate est écrite pour flute traversière, hautbois d'amour, deux violons, alto, basso continuo, quatre solistes vocaux, (soprano, alto, ténor, basse) et chœur à quatre voix.
Il y a cinq mouvements :
1. aria : Susser Trost, mein Jesus kommt', soprano
2. récitatif : Erfreue dich, mein Herz, denn itzo weicht der Schmerz, basse
3. aria : In Jesu Demut kann ich Trost, alto
4. récitatif : Du teurer Gottessohn, non hast du mir den Himmel aufgemacht, ténor
5. chœur : Heut schleusst er wieder auf die Tur